# Argon-44
Argon-44 of 44Ar is een radioactieve isotoop van argon. De isotoop komt van nature niet op Aarde voor.

## Radioactief verval
Argon-44 vervalt door β−-verval naar de radio-isotoop kalium-44:
{\displaystyle {\ce {{^{44}_{18}Ar}->{^{44}_{19}K}+{e^{-}}+{\bar {\nu }}_{e}}}}
De halveringstijd bedraagt 11,87 minuten. Kalium-44 vervalt verder tot de stabiele isotoop calcium-44.
30Ar · 31Ar · 32Ar · 32mAr · 33Ar · 34Ar · 35Ar · 36Ar · 37Ar · 38Ar · 39Ar · 40Ar · 41Ar · 42Ar · 43Ar · 44Ar · 45Ar · 46Ar · 47Ar · 48Ar · 49Ar · 50Ar · 51Ar · 52Ar · 53Ar